# Alan Eustace
Alan Eustace (Orlando, 19 dicembre 1956) è un informatico statunitense.

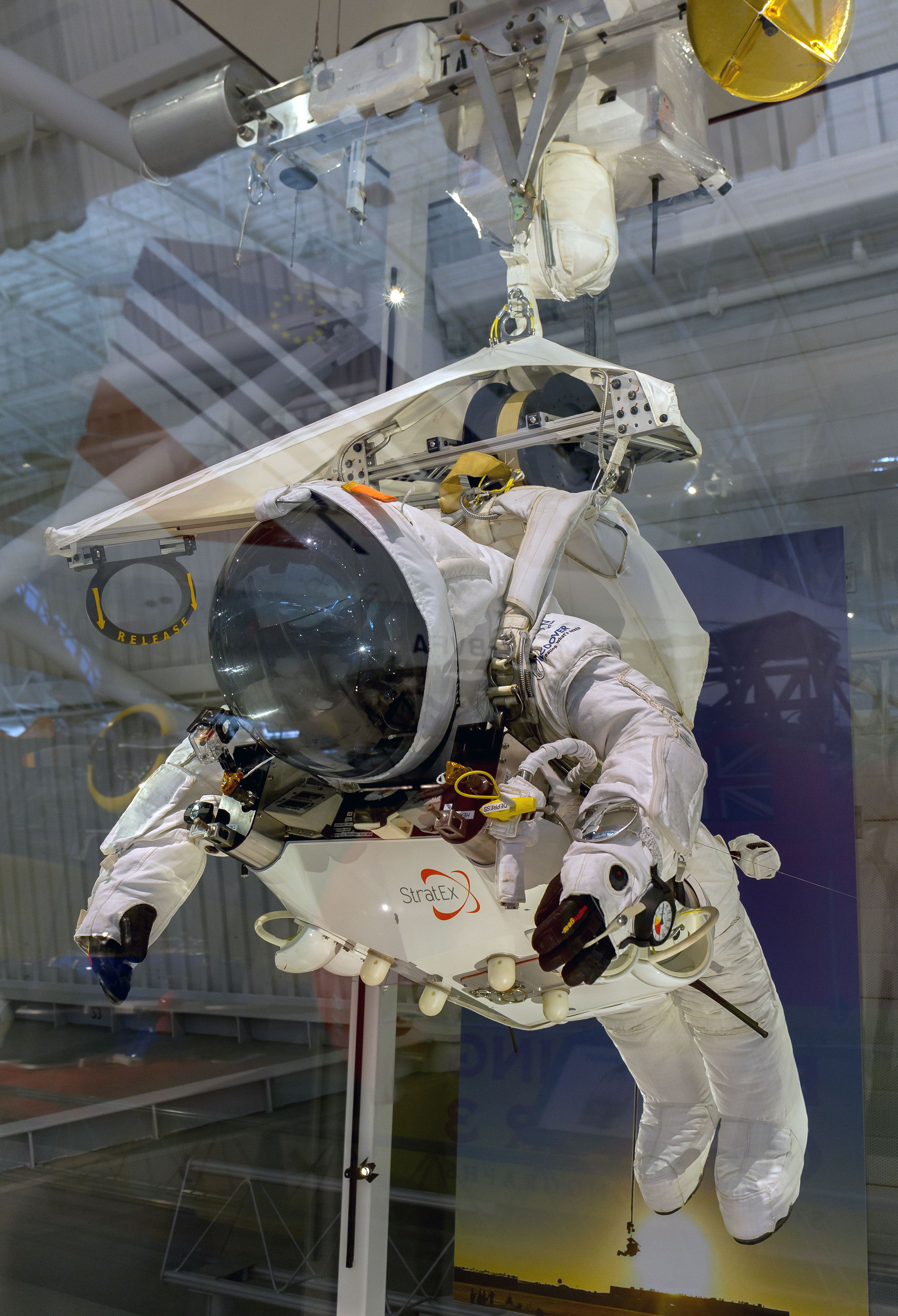
La tuta spaziale di Alan Eustace presso l'Udvar-Hazy Center

È stato vicepresidente senior per l'ingegneria di Google ed attualmente è vicepresidente senior del dipartimento della conoscenza ("Knowledge department").
Il 24 ottobre 2014 si è lanciato in paracadute da un'altezza di 42 419 metri, conquistando il record di altezza di lancio in caduta libera da pallone aerostatico, fino ad allora appartenuto a Felix Baumgartner e divenendo il secondo uomo ad infrangere la barriera del suono senza veicoli.

## Salto nella stratosfera
Nel 2011 decise di eseguire un salto nella stratosfera e si incontrò con Taber MacCallum, uno dei membri fondatori della Biosfera 2, per portare avanti la sua impresa. La Paragon Space Development Corporation, azienda di MacCallum, sviluppò un sistema di supporto per permettere ad Eustace di respirare ossigeno puro in una tuta pressurizzata durante la sua ascesa e caduta. Nei tre anni seguenti la stessa azienda progettò tutti gli strumenti a supporto dell'operazione mantenendo tutto in segreto.
Il record è stato stabilito il 24 ottobre 2014 su una pista abbandonata a Roswell, Nuovo Messico, dove, grazie a un pallone aerostatico (alimentato da circa 990 metri cubi di elio), ha raggiunto l'altezza, da presentare per la certificazione alla Federazione Aeronautica Internazionale, di 41 419 metri (135.889,108 ft) prima di lanciarsi in caduta libera. Per compiere l'impresa Eustace si è avvalso della collaborazione della "Paragon Space Development Corporation" di Tucson, Arizona società che si occupa di fornire hardware per missioni spaziali da molti anni. Durante la discesa ha superato la velocità del suono, arrivando ad una velocità massima di 1322 km/h (821,45 mph), non riuscendo a battere in questo caso il record  Felix Baumgartner (1357,64 km/h pari a 843,6 mph). L'impresa di Eustace ha sollevato parecchie polemiche dato l'esiguo numero di filmati, anche poco chiari, e la totale assenza di video inerenti alle fasi di imbraco e lancio, oltre all'eccessivo riserbo prima e dopo l'evento. A queste polemiche si sono aggiunti i pareri contrastanti di molti paracadutisti esperti che ritengono quantomeno singolare che Eustace, un uomo di 57 anni e dalla scarsa prestanza fisica, abbia potuto sostenere un'impresa nella quale Felix Baumgartner, nonostante la sua esperienza e fisicità, incontrò parecchie difficoltà. Inoltre in molti hanno chiesto l'annullamento del record di Eustace poiché, secondo i "puristi" del paracadutismo mondiale, quello del manager non sarebbe classificabile come un vero e proprio lancio: difatti la tuta di Eustace aveva un sistema di mini-propulsione che evitava qualsiasi rischio di "looping" (o avvitamento). Inoltre la tuta di Eustace era in grado di regolare la discesa in maniera ottimale grazie all'ausilio di un sofisticato hardware, riducendo quindi al minimo i rischi. Contrariamente a lui, Baumgartner si lanciò con una tuta speciale simile a quella degli astronauti dotata unicamente di sistema radio ed ossigenazione. Altri detrattori contestano ancora ad Eustace di non essere saltato intenzionalmente dato che l'impresa è stata ottenuta con Eustace agganciato al pallone aerostatico e una carica esplosiva, comandata dal centro missione a terra, che una volta brillata ha rilasciato automaticamente l'ingegnere di Google. Comunque il record di Eustace rimane convalidato dalla Federazione Aeronautica Internazionale.